# Kelsey Mitchell (koszykarka)
Kelsey Mitchell (ur. 12 listopada 1995 w Cincinnati) – amerykańska koszykarka występująca na pozycji rozgrywającej, reprezentantka kraju, obecnie zawodniczka tureckiego Beşiktaşu, a w okresie letnim – Indiany Fever w WNBA.
Opuściła liceum Princeton jako liderka wszech czasów w liczbie zdobytych punktów (2051). Została zaliczona do składów All-American przez McDonald'a, Parade Magazine i WBCA. W 2014 została wybrana zawodniczką roku stanu Ohio (Gatorade State Player of the Year). Zdobyła też wtedy mistrzostwo stanu oraz tytuł najlepszej zawodniczki turnieju finałowego (Most Outstanding Player - MOP=MVP).
Jako pierwszoroczna zawodniczka ustanowiła rekord NCAA, trafiając 127 rzutów za 3 punkty podczas jednego sezonu (2014/2015). Po opuszczeniu uczelni uplasowała się na drugim miejscu, na liście wszech czasów w liczbie zdobytych punktów (3402).
Wraz z siostrą bliźniaczką - Chelsea występowała w barwach Ohio State Buckeyes.

## Osiągnięcia
Stan na 23 lipca 2019, na podstawie, o ile nie zaznaczono inaczej..

### NCAA
- Uczestniczka rozgrywek:
  - Sweet 16 turnieju NCAA (2016, 2017)
  - II rundy turnieju NCAA (2016–2018)
  - turnieju NCAA (2015–2018)
- Mistrzyni:
  - turnieju Big 10 (2018)
  - sezonu regularnego Big 10 (2017, 2018)
- Najlepsza pierwszoroczna zawodniczka:
  - NCAA według USBWA, ESPNW (2015)
  - Big 10 (2015)
- Zawodniczka roku konferencji Big 10 (2015, 2017, 2018)
- Zaliczona do:
  - I składu:
    - All-American (2016)
    - Big 10 (2015–2018)
    - turnieju Big 10 (2015, 2016, 2018)
    - najlepszych pierwszorocznych zawodniczek:
      - NCAA (2015)
      - Big 10 (2015)

    - Academic All-Big Ten (2016, 2017)

  - II składu All-American (2015, 2017, 2018)
- Liderka strzelczyń NCAA (2015)[2]

### WNBA
- Zaliczona do I składu debiutantek WNBA (2018)

### Indywidualne
(* – nagrody przyznane przez portal eurobasket.com)
- Najlepsza zawodniczka*:
  - zagraniczna ligi tureckiej (2019)[3]
  - występująca na pozycji obronnej ligi tureckiej (2019)[3]
- Zaliczona do I składu*:
  - ligi tureckiej (2019)[3]
  - zawodniczek zagranicznych ligi tureckiej (2019)[3]
- Liderka strzelczyń ligi tureckiej (2019)[3]